# Pierre Koffi Seshie
Pierre Koffi Seshie (* 1. August 1942 in Assahoun, Französisch-Togo; † 25. April 2000) war ein togoischer römisch-katholischer Geistlicher und Bischof von Kpalimé.

## Leben
Pierre Koffi Seshie empfing am 4. Mai 1969 das Sakrament der Priesterweihe.
Am 1. Juli 1994 ernannte ihn Papst Johannes Paul II. zum ersten Bischof von Kpalimé. Der Präfekt der Kongregation für die Evangelisierung der Völker, Jozef Kardinal Tomko, spendete ihm am 15. Oktober desselben Jahres die Bischofsweihe; Mitkonsekratoren waren der Apostolische Nuntius in Togo, Erzbischof André Pierre Louis Dupuy, und der Erzbischof von Lomé, Philippe Fanoko Kossi Kpodzro.